# Асфиксия азотом
Асфи́ксия азо́том  — разновидность асфиксии инертным газом, в случае которой состояние удушья возникает в результате вдыхания азота при отсутствии кислорода или при малой его концентрации, что приводит  к гипоксии, выражающейся в  недостаточности тканей и органов живого организма в кислороде для поддержания их нормального уровня жизнедеятельности.  Достигается за счет увеличения во вдыхаемом воздухе концентрации азота или его парциального давления. Может приводить к азотному отравлению, в том числе со смертельным исходом. Асфиксия азотом является методом смертной казни, более известным как удушение азотом, который допущен к применению в трех штатах США — Алабаме, Оклахоме и Миссисипи и впервые был приведен в исполнение 25 января 2024 года в Алабаме.

## Механизм азотной гипоксии
Механизм азотной гипоксии основан на том факте, что азот не обеспечивает возможность физиологических метаболических процессов при дыхании, свойственных кислороду. Когда концентрация азота в воздухе, которым мы дышим, увеличивается, он вытесняет кислород. Вытеснение кислорода повышенными концентрациями азота в воздухе для дыхания основано на основных принципах газовых законов и состава атмосферы. Воздух представляет собой смесь различных газов, преимущественно азота (78%) и кислорода (21%). Согласно закону Дальтона, каждый газ в смеси вносит свою долю в общее давление, основанную на его относительном вкладе — парциальном давлении. Если доля азота в воздухе увеличивается, например, за счет подачи в закрытом помещении, его парциальное давление увеличивается. Поскольку общее давление остается постоянным, парциальное давление других газов, включая кислород, должно уменьшаться. Это приводит к уменьшению относительной доли кислорода в смеси. Значительное увеличение уровня азота может снизить уровень кислорода ниже жизненно важного уровня, что приведет к гипоксии. Эта ситуация особенно коварна, поскольку азот нетоксичен и не вызывает немедленных предупреждающих симптомов, таких как одышка. В таких условиях критический дефицит кислорода может возникнуть незаметно, что представляет серьёзную опасность для здоровья и жизни.

## Физиологическое воздействие на организм человека
Последствия азотной гипоксии серьёзны, поэтому могут быстро привести к смерти. Без достаточного количества кислорода мозг не может функционировать должным образом, что приводит к потере сознания и возможной смерти. Человеческий мозг — высокоактивный орган, который потребляет непропорционально большую долю кислорода, доступного в организме. Хотя мозг составляет всего около 2 % веса тела, ему требуется около 20 % общего количества кислорода, насыщенного кровью. Этот кислород имеет решающее значение для поддержания метаболической активности головного мозга, включая производство энергии в форме аденозинтрифосфата (АТФ), который необходим для функционирования нейронов и других клеток мозга. Производство энергии в мозге происходит, в основном, посредством окислительного фосфорилирования — процесса, в котором кислород используется для производства энергии из глюкозы или других питательных веществ. При недостатке кислорода — состоянии, известном как гипоксия — окислительное фосфорилирование нарушается. Это приводит к нехватке энергии в клетках мозга, что, в свою очередь, нарушает поддержание электрохимических градиентов, необходимых для передачи сигналов нейронами. Когда мозг не получает достаточного количества кислорода, клетки мозга начинают очень быстро выходить из строя. Первые симптомы недостатка кислорода в мозгу могут включать дезориентацию, спутанность сознания и одышку. Если недостаток кислорода не восполнить, функция мозга еще больше ухудшится, что может привести к потере сознания. Это происходит потому, что области мозга, отвечающие за сознание, особенно чувствительны к недостатку кислорода. Если недостаток кислорода продолжится, это может привести к необратимому повреждению мозга. Критические области мозга, которые регулируют жизненно важные функции, такие как дыхание и сердцебиение, могут выйти из строя. В таких случаях смерть может наступить, поскольку организм больше не может поддерживать основные функции жизнеобеспечения.
Особенностью азотной гипоксии является то, что она часто протекает без обычных предвестников асфиксии, таких как одышка. Это связано с тем, что организм реагирует в первую очередь на увеличение содержания углекислого газа (CO2) в воздухе, которым мы дышим, а не на недостаток кислорода. Следовательно, человек, испытывающий азотную гипоксию, может не осознавать этого, пока не станет слишком поздно.

## Опасность азотной гипоксии при работе с жидким азотом
При работе с жидким азотом существует риск азотной гипоксии, поскольку газ без запаха может распространиться незаметно. Жидкий азот при комнатной температуре быстро испаряется, при этом холодные пары азота вытесняют более легкий теплый воздух вблизи уровня земли (пола), создавая в помещении участки с пониженным содержанием кислорода, что требует соблюдение профилактических мер по охране труда, к которым относятся вентиляция рабочего места и контроль содержания кислорода и азота в окружающем воздухе с помощью соответствующих приборов.
В 2013 году в Мексике восемь человек потеряли сознание, а один 21-летний мужчина впал в кому после того, как вылили жидкий азот в бассейн.
В 2015 году в Неваде техник санатория задохнулся насмерть во время проведения безнадзорной криотерапии с использованием азота.
В 2021 году в Джорджии шесть человек умерли от азотной гипоксии и еще 11 были госпитализированы после утечки жидкого азота на птицефабрике в Гейнсвилле.

## Самоубийство
Удушение азотом или иным инертным газом используется как метод совершения самоубийства/эвтаназии. Мешки для самоубийства начали использоваться в 1990-х годах.
Метод самоубийства, основанный на самостоятельном удушении инертным газом представляет собой приспособление, являющееся большим полиэтиленовым пакетом со шнуром и используется совместно с баллоном с инертным газом. Данный метод также упоминался некоторыми группами по защите интересов медицинской эвтаназии. Первоначально для этого использовались пакеты с гелием, однако в связи с ростом числа самоубийств с использованием гелия власти некоторых стран предприняли попытки контролировать продажу гелия. Теперь азот стал основным газом, используемым для эвтаназии и самоубийств.
Помимо мешков для самоубийства, также получила широкую известность Sarco — устройство для эвтаназии, состоящее из съёмной капсулы, напечатанной на 3D-принтере и установленной на подставке. Устройство оборудовано баллоном со сжатым азотом для совершения самоубийства. Капсула была спроектирована инженером-конструктором из Нидерландов Александром Баннинком и активистом кампании за легализацию эвтаназии Филипом Ничке в 2017 году.

## Смертная казнь
Удушение азотом как теоретический метод смертной казни впервые обсуждалась в печати в статье National Review в 1995 году
. Затем эта идея была предложена адвокатом Лоуренсом Дж. Гистом II, под названием «Международный гуманитарный проект по гипоксии».
В документальном фильме, показанном по телевидению в 2007 году, британский политический обозреватель и бывший член парламента Майкл Портильо исследовал методы казни, используемые во всем мире, и нашел их неудовлетворительными и пришел к выводу, что лучшим методом будет удушение азотом.
В апреле 2015 года губернатор Оклахомы Мэри Фаллин подписала закон, разрешающий удушение азотом в качестве альтернативного метода казни. Три года спустя, в марте 2018 года, Оклахома объявила, что из-за трудностей с закупкой смертельных инъекций для казней будет использоваться газообразный азот.  Достигнув хорошего прогресса в разработке протокола казни азотом, но фактически не приведя в исполнение ни одной казни, Оклахома объявила в феврале 2020 года, что нашла новый надежный источник смертельных инъекций, но продолжит работу над казнью азотом в качестве метода на случай непредвиденных обстоятельств.  В марте 2018 года Алабама стала третьим штатом, разрешившим использование удушения азотом в качестве метода казни.
Таким образом теоретическая возможность использовать этот вид смертной казни существует в трех штатах США — Алабаме, Оклахоме и Миссисипи.

### Первое применение
Первое применение смертной казни через удушение чистым азотом было решено провести в штате Алабама. В августе 2023 года генеральная прокуратура штата Алабама обратилась в Верховный суд штата с просьбой назначить дату казни 58-летнего Кеннета Смита. В ноябре 2023 года верховный суд Алабамы одобрил проведение казни.
25 января 2024 года в США впервые в мире состоялась смертная казнь методом удушения азотом. В тюрьме американского штата Алабама Кеннету Юджину Смиту вводили азот через маску, и впоследствии он умер от нехватки кислорода. Казнь Смита заняла 22 минуты. Журналист, присутствовавший в качестве свидетеля, позже рассказал на пресс-конференции, что осужденный, вероятно, несколько минут находился в сознании. Около двух минут он заметно дрожал и корчился на носилках. Он продолжал тяжело дышать ещё семь минут или около того. Комиссар ООН по правам человека и представитель Европейского союза ранее подвергли резкой критике этот метод.